# Pierre Borne
Pour les articles homonymes, voir Borne.
Pierre Borne, né en 1944, est un scientifique français.

## Biographie
Il est ingénieur diplômé de l'Institut industriel du Nord, docteur en contrôle automatique et physique et professeur de classe exceptionnelle à l’École centrale de Lille. Il a été le directeur scientifique de cet établissement de 1982 à 2005.
Il a participé à la création du Laboratoire d'automatique, génie informatique et signal.
Il a été président de la section française de l'IEEE de 2011 à 2013.

## Récompenses
En 1994, il a obtenu le prix Kuhlmann pour ses travaux de recherche. Il est commandeur de l’Ordre des Palmes Académiques depuis 2007.